# 國家公安委員會委員長
國家公安委員會委員長（日语：／，Chairperson of the National Public Safety Commission）是日本內閣府外局——國家公安委員會的最高首長。根據警察法第6條，是國務大臣之一。常簡稱「國家公安委員長」。

## 概要
由於正式名稱「委員會委員長」字詞重複，常簡稱「國家公安委員長」（委員相同）。委員長非從委員中選出，國家公安委員會的委員（5人）任命須獲得眾參兩議院同意，而委員長作為國務大臣，是由內閣總理大臣指名就任。國家公安委員會下轄警察廳（特別機關），但依照內閣法規定，委員長非其主任之國務大臣（主任大臣）（國家公安委員會屬內閣府，主任大臣為內閣總理大臣）。
七大工業國組織（G7）的司法、內政首長會議通常由國家公安委員長或警察廳長官出席。繼承內務大臣地方行政業務的總務大臣由於未負責警察行政，因此不出席會議。
另外，過去中央省廳再編前的自治大臣多兼任國家公安委員會委員長。由於沒有兼職的規定，也有未兼任自治大臣的國家公安委員長（荒木萬壽夫等）。不過從自治廳長官時代的第2次岸內閣至省廳再編前的第2次森改造內閣成立為止，幾乎所有的國家公安委員長皆兼任自治廳長官、自治大臣。雖然與國外內政首長擁有幾乎同等的行政事務，然而國家公安委員長非主任大臣，因此對警察的權限不比過去的內務大臣。
中央省廳再編後，自治大臣改為總務大臣並擴大所管業務，國家公安委員長兼任總務大臣僅有麻生內閣的佐藤勉，並只維持了20天。

## 委員長的職務
委員長總管國家公安委員會的會務，並且是委員會的代表，負責召開國家公安委員會。委員長及三人以上委員出席才可召開國家公安委員會會議。國家公安委員會議事須有出席委員過半數通過。表決平手時由委員長裁決。

## 委員長代理與事務代理
國家公安委員會委員長不在時，由委員互選一人作為委員長代理，負責召開會議與代行議長權限。但是，委員長代理不具有「作為國務大臣的委員長」代理權限，因此如國家公安委員會規則制定的文書署名等裁決行為，須由內閣總理大臣指名其他國務大臣以「國家公安委員會委員長事務代理」之名代行。

## 歴代委員長列表

### 警察法（昭和22年法律第126号）下的委員長
- 委員長由委員（5人）互選選出。委員長任期1年（但以委員任期優先），可再任。
- 委員提名人不得有警察經驗與其他政府機構專業公務員經驗，經眾參兩議院同意（眾議院優先）後就任。委員任期依據（舊）警察法第7條第1項規定為5年一任，附則第2條第1項規定首屆任期為「一人一年、一人二年、一人三年、一人四年、一人五年」，同條第2項規定「前項規定之各委員任期由該委員會抽籤決定。」。首位委員長辻二郎為4年任期。青木均一在（舊）警察法廢止（等同舊委員會廢止）自然卸任。
- 由於委員場由互選產生，因此實際就任日為第1次會議（1年任期期滿後的第一次會議）日。由於國家公安會議未公開委員長互選及改選日，因此在任期間是委員在任時間。青木均一應該是從就任委員的1950年3月31日開始，但方便記述改以辻二郎卸任日翌日開始。

| 代                   | 姓名                 | 姓名                 | 在任期間                     | 前職位                                 |
| 國家公安委員會委員長 | 國家公安委員會委員長 | 國家公安委員會委員長 | 國家公安委員會委員長         | 國家公安委員會委員長                   |
| -------------------- | -------------------- | -------------------- | ---------------------------- | -------------------------------------- |
| 1                    |                      | 辻二郎               | 1948年3月7日 - 1952年3月6日  | 工學者（財團法人理化學研究所副所長等） |
| 2                    |                      | 青木均一             | 1952年3月7日 - 1954年6月30日 | 實業家（品川白煉瓦社長）               |

### 警察法（昭和29年法律第162号）下的委員長
- 委員長為國務大臣。
- 事務取扱、事務代理僅在無大臣就任時記載，出差等暫時性代理不計。
- 為縮短篇幅，內閣欄不特別記述改造次數。

| 代                                            | 姓名                                        | 姓名                                        | 內閣                                        | 在任期間                                               | 兼任 |
| 國務大臣 國家公安委員會委員長（總理府外局）   | 國務大臣 國家公安委員會委員長（總理府外局） | 國務大臣 國家公安委員會委員長（總理府外局） | 國務大臣 國家公安委員會委員長（總理府外局） | 國務大臣 國家公安委員會委員長（總理府外局）            | 國務大臣 國家公安委員會委員長（總理府外局）                                                                          |
| --------------------------------------------- | ------------------------------------------- | ------------------------------------------- | ------------------------------------------- | ------------------------------------------------------ | --- |
| 1                                             |                                             | 小坂善太郎                                  | 第5次吉田內閣                               | 1954年7月1日 - 1954年10月1日                           | 勞動大臣 |
| 2                                             |                                             | 小原直                                      | 第5次吉田內閣                               | 1954年10月1日 - 1954年12月10日                         | 法務大臣 |
| 3                                             |                                             | 大麻唯男                                    | 第1次鳩山內閣                               | 1954年12月10日 - 1955年3月19日                         | |
| 4                                             | 第2次鳩山內閣                               | 大麻唯男                                    | 1955年3月19日 - 1955年11月22日              |                                                        | |
| 5                                             | 第3次鳩山內閣                               | 大麻唯男                                    | 1955年11月22日 - 1956年12月23日             |                                                        | |
| -                                             |                                             | 石橋湛山                                    | 石橋內閣                                    | 1956年12月23日                                         | 內閣總理大臣署理事務                                                                                                 |
| 6                                             |                                             | 大久保留次郎                                | 石橋內閣                                    | 1956年12月23日 - 1957年2月25日                         | 行政管理廳長官 |
| 7                                             | 第1次岸內閣                                 | 大久保留次郎                                | 1957年2月25日 - 1957年7月10日               | 行政管理廳長官                                         | |
| 8                                             |                                             | 正力松太郎                                  | 第1次岸內閣                                 | 1957年7月10日 - 1958年6月12日                          | 科學技術廳長官 |
| 9                                             |                                             | 青木正                                      | 第2次岸內閣                                 | 1958年6月12日 - 1959年6月18日                          | 自治廳長官（至1958年10月28日） 自治廳長官（1959年1月12日之後）                                                       |
| 10                                            |                                             | 石原幹市郎                                  | 第2次岸內閣                                 | 1959年6月18日 - 1960年7月19日                          | 自治廳長官（至1960年7月1日） 自治大臣（1960年7月1日之後）                                                            |
| 11                                            |                                             | 山崎巖                                      | 第1次池田內閣                               | 1960年7月19日 - 1960年10月13日                         | 自治大臣 |
| 12                                            |                                             | 周東英雄                                    | 第1次池田內閣                               | 1960年10月13日 - 1960年12月8日                         | 自治大臣 |
| 13                                            |                                             | 安井謙                                      | 第2次池田內閣                               | 1960年12月8日 - 1962年7月18日                          | 自治大臣 |
| 14                                            |                                             | 篠田弘作                                    | 第2次池田內閣                               | 1962年7月18日 - 1963年7月18日                          | 自治大臣 |
| 15                                            |                                             | 早川崇                                      | 第2次池田內閣                               | 1963年7月18日 - 1963年12月9日                          | 自治大臣 |
| 16                                            | 第3次池田內閣                               | 早川崇                                      | 1963年12月9日 - 1964年3月25日               | 自治大臣                                               | |
| 17                                            |                                             | 赤澤正道                                    | 第3次池田內閣                               | 1964年3月25日 - 1964年7月18日                          | 自治大臣 |
| 18                                            |                                             | 吉武惠市                                    | 第3次池田內閣                               | 1964年7月18日 - 1964年11月9日                          | 自治大臣 |
| 19                                            | 第1次佐藤內閣                               | 吉武惠市                                    | 1964年11月9日 - 1965年6月3日                | 自治大臣                                               | |
| 20                                            |                                             | 永山忠則                                    | 第1次佐藤內閣                               | 1965年6月3日 - 1966年8月1日                            | 自治大臣 |
| 21                                            |                                             | 塩見俊二                                    | 第1次佐藤內閣                               | 1966年8月1日 - 1966年12月3日                           | 自治大臣 |
| 22                                            |                                             | 藤枝泉介                                    | 第1次佐藤內閣                               | 1966年12月3日 - 1967年2月17日                          | 自治大臣 |
| 23                                            | 第2次佐藤內閣                               | 藤枝泉介                                    | 1967年2月17日 - 1967年11月25日              | 自治大臣                                               | |
| 24                                            |                                             | 赤澤正道                                    | 第2次佐藤內閣                               | 1967年11月25日 - 1968年11月30日                        | 自治大臣 |
| 25                                            |                                             | 荒木萬壽夫                                  | 第2次佐藤內閣                               | 1968年11月30日 - 1970年1月14日                         | 行政管理廳長官 |
| 26                                            | 第3次佐藤內閣                               | 荒木萬壽夫                                  | 1970年1月14日 - 1971年7月5日                | 行政管理廳長官                                         | |
| 27                                            |                                             | 中村寅太                                    | 第3次佐藤內閣                               | 1971年7月5日 - 1972年7月7日                            | 行政管理廳長官 |
| 28                                            |                                             | 木村武雄                                    | 第1次田中角榮內閣                           | 1972年7月7日 - 1972年12月22日                          | 建設大臣、近畿圈整備長官、中部圈開發整備長官、首都圏整備委員會委員長                                                 |
| 29                                            |                                             | 江崎真澄                                    | 第2次田中角榮內閣                           | 1972年12月22日 - 1973年11月25日                        | 自治大臣、北海道開發廳長官                                                                                           |
| 30                                            |                                             | 町村金五                                    | 第2次田中角榮內閣                           | 1973年11月25日 - 1974年11月11日                        | 自治大臣、北海道開發廳長官                                                                                           |
| 31                                            |                                             | 福田一                                      | 第2次田中角榮內閣                           | 1974年11月11日 - 1974年12月9日                         | 自治大臣、北海道開發廳長官                                                                                           |
| 32                                            | 三木內閣                                    | 福田一                                      | 1974年12月9日 - 1976年9月15日               | 自治大臣、北海道開發廳長官                             | |
| 33                                            |                                             | 天野公義                                    | 三木內閣                                    | 1976年9月15日 - 1976年12月24日                         | 自治大臣、北海道開發廳長官                                                                                           |
| 34                                            |                                             | 小川平二                                    | 福田赳夫內閣                                | 1976年12月24日 - 1977年11月28日                        | 自治大臣、北海道開發廳長官                                                                                           |
| 35                                            |                                             | 加藤武德                                    | 福田赳夫內閣                                | 1977年11月28日 - 1978年12月7日                         | 自治大臣、北海道開發廳長官                                                                                           |
| 36                                            |                                             | 澁谷直藏                                    | 第1次大平內閣                               | 1978年12月7日 - 1979年11月9日                          | 自治大臣、北海道開發廳長官                                                                                           |
| 37                                            |                                             | 後藤田正晴                                  | 第2次大平內閣                               | 1979年11月9日 - 1980年7月17日                          | 自治大臣、北海道開發廳長官                                                                                           |
| 38                                            |                                             | 石破二朗                                    | 鈴木善幸內閣                                | 1980年7月17日 - 1980年12月17日                         | 自治大臣 |
| 39                                            |                                             | 安孫子藤吉                                  | 鈴木善幸內閣                                | 1980年12月17日 - 1981年11月30日                        | 自治大臣 |
| 40                                            |                                             | 世耕政隆                                    | 鈴木善幸內閣                                | 1981年11月30日 - 1982年11月27日                        | 自治大臣 |
| 41                                            |                                             | 山本幸雄                                    | 第1次中曾根內閣                             | 1982年11月27日 - 1983年12月27日                        | 自治大臣 |
| 42                                            |                                             | 田川誠一                                    | 第2次中曾根內閣                             | 1983年12月27日 - 1984年11月1日                         | 自治大臣 |
| 43                                            |                                             | 古屋亨                                      | 第2次中曾根內閣                             | 1984年11月1日 - 1985年12月28日                         | 自治大臣 |
| 44                                            |                                             | 小澤一郎                                    | 第2次中曾根內閣                             | 1985年12月28日 - 1986年7月22日                         | 自治大臣 |
| 45                                            |                                             | 葉梨信行                                    | 第3次中曾根內閣                             | 1986年7月22日 - 1987年11月6日                          | 自治大臣 |
| 46                                            |                                             | 梶山静六                                    | 竹下內閣                                    | 1987年11月6日 - 1988年12月27日                         | 自治大臣 |
| 47                                            |                                             | 坂野重信                                    | 竹下內閣                                    | 1988年12月27日 - 1989年6月3日                          | 自治大臣 |
| 48                                            | 宇野內閣                                    | 坂野重信                                    | 1989年6月3日 - 1989年8月10日                | 自治大臣                                               | |
| 49                                            |                                             | 渡部恒三                                    | 第1次海部內閣                               | 1989年8月10日 - 1990年2月28日                          | 自治大臣 |
| 50                                            |                                             | 奥田敬和                                    | 第2次海部內閣                               | 1990年2月28日 - 1990年12月29日                         | 自治大臣 |
| 51                                            |                                             | 吹田愰                                      | 第2次海部內閣                               | 1990年12月29日 - 1991年11月5日                         | 自治大臣 |
| 52                                            |                                             | 盐川正十郎                                  | 宮澤內閣                                    | 1991年11月5日 - 1992年12月12日                         | 自治大臣 |
| 53                                            |                                             | 村田敬次郎                                  | 宮澤內閣                                    | 1992年12月12日 - 1993年8月9日                          | 自治大臣 |
| 54                                            |                                             | 佐藤觀樹                                    | 細川內閣                                    | 1993年8月9日 - 1994年4月28日                           | 自治大臣 |
| -                                             |                                             | 羽田孜                                      | 羽田內閣                                    | 1994年4月28日                                          | 內閣總理大臣署理事務                                                                                                 |
| 55                                            |                                             | 石井一                                      | 羽田內閣                                    | 1994年4月28日 - 1994年6月30日                          | 自治大臣 政治改革擔當                                                                                                |
| 56                                            |                                             | 野中廣務                                    | 村山內閣                                    | 1994年6月30日 - 1995年8月8日                           | 自治大臣 |
| 57                                            |                                             | 深谷隆司                                    | 村山內閣                                    | 1995年8月8日 - 1996年1月11日                           | 自治大臣 |
| 58                                            |                                             | 倉田寬之                                    | 第1次橋本內閣                               | 1996年1月11日 - 1996年11月7日                          | 自治大臣 |
| 59                                            |                                             | 白川勝彥                                    | 第2次橋本內閣                               | 1996年11月7日 - 1997年9月11日                          | 自治大臣 |
| 60                                            |                                             | 上杉光弘                                    | 第2次橋本內閣                               | 1997年9月11日 - 1998年7月30日                          | 自治大臣 |
| 61                                            |                                             | 西田司                                      | 小淵內閣                                    | 1998年7月30日 - 1999年1月14日                          | 自治大臣 |
| 62                                            |                                             | 野田毅                                      | 小淵內閣                                    | 1999年1月14日 - 1999年10月5日                          | 自治大臣 |
| 63                                            |                                             | 保利耕輔                                    | 小淵內閣                                    | 1999年10月5日 - 2000年4月5日                           | 自治大臣 |
| 64                                            | 第1次森內閣                                 | 保利耕輔                                    | 2000年4月5日 - 2000年7月4日                 | 自治大臣                                               | |
| 65                                            |                                             | 西田司                                      | 第2次森內閣                                 | 2000年7月4日 - 2000年12月5日                           | 自治大臣 |
| 66                                            |                                             | 伊吹文明                                    | 第2次森內閣                                 | 2000年12月5日 - 2001年1月5日                           | 危機管理擔當 |
| 國務大臣 國家公安委員會委員長（內閣府的外局） |                                             |                                             |                                             |                                                        | |
| 67                                            |                                             | 伊吹文明                                    | 第2次森內閣                                 | 2001年1月6日 - 2001年4月26日                           | 防災擔當大臣、危機管理擔當                                                                                           |
| 68                                            |                                             | 村井仁                                      | 第1次小泉內閣                               | 2001年4月26日 - 2002年9月30日                          | 防災擔當大臣 食品安全委員會擔當（2002年6月11日之後）                                                                 |
| 69                                            |                                             | 谷垣禎一                                    | 第1次小泉內閣                               | 2002年9月30日 - 2003年9月22日                          | 產業再生機構擔當大臣、食品安全擔當大臣                                                                               |
| 70                                            |                                             | 小野清子                                    | 第1次小泉內閣                               | 2003年9月22日 - 2003年11月19日                         | 內閣府特命擔當大臣（青少年育成及少子化、食品安全擔當）                                                               |
| 71                                            | 第2次小泉內閣                               | 小野清子                                    | 2003年11月19日 - 2004年9月27日              | 內閣府特命擔當大臣（青少年育成及少子化、食品安全擔當） | |
| 72                                            |                                             | 村田吉隆                                    | 第2次小泉內閣                               | 2004年9月27日 - 2005年9月21日                          | 內閣府特命擔當大臣（防災擔當）、有事法制擔當                                                                         |
| 73                                            | 第3次小泉內閣                               | 村田吉隆                                    | 2005年9月21日 - 2005年10月31日              | 內閣府特命擔當大臣（防災擔當）、有事法制擔當           | |
| 74                                            |                                             | 沓掛哲男                                    | 第3次小泉內閣                               | 2005年10月31日 - 2006年9月26日                         | 內閣府特命擔當大臣（防災擔當）、有事法制擔當                                                                         |
| 75                                            |                                             | 溝手顯正                                    | 第1次安倍內閣                               | 2006年9月26日 - 2007年8月27日                          | 內閣府特命擔當大臣（防災擔當）                                                                                       |
| 76                                            |                                             | 泉信也                                      | 第1次安倍內閣                               | 2007年8月27日 - 2007年9月26日                          | 內閣府特命擔當大臣（防災、食品安全擔當）                                                                             |
| 77                                            | 福田康夫內閣                                | 泉信也                                      | 2007年9月26日 - 2008年8月2日                | 內閣府特命擔當大臣（防災、食品安全擔當）               | |
| 78                                            |                                             | 林幹雄                                      | 福田康夫內閣                                | 2008年8月2日 - 2008年9月24日                           | 內閣府特命擔當大臣（沖繩及北方對策、防災擔當）                                                                       |
| 79                                            |                                             | 佐藤勉                                      | 麻生內閣                                    | 2008年9月24日 - 2009年7月2日                           | 內閣府特命擔當大臣（沖繩及北方對策、防災擔當） 總務大臣、內閣府特命擔當大臣（地方分權改革擔當）（2009年6月12日之後） |
| 80                                            |                                             | 林幹雄                                      | 麻生內閣                                    | 2009年7月2日 - 2009年9月16日                           | 內閣府特命擔當大臣（沖繩及北方對策、防災擔當）                                                                       |
| 81                                            |                                             | 中井洽                                      | 鳩山由紀夫內閣                              | 2009年9月16日 - 2010年6月8日                           | 綁架問題擔當、內閣府特命擔當大臣（防災擔當）（2010年1月12日之後）                                                    |
| 82                                            | 菅內閣                                      | 中井洽                                      | 2010年6月8日 - 2010年9月17日                |                                                        | 綁架問題擔當、內閣府特命擔當大臣（防災擔當）（2010年1月12日之後）                                                    |
| 83                                            |                                             | 岡崎富子                                    | 菅內閣                                      | 2010年9月17日 - 2011年1月14日                          | 內閣府特命擔當大臣（少子化對策、男女共同參與、消費者及食品安全擔當）                                                 |
| 84                                            |                                             | 中野寛成                                    | 菅內閣                                      | 2011年1月14日 - 2011年9月2日                           | 公務員制度改革擔當、綁架問題擔當                                                                                     |
| 85                                            |                                             | 山岡賢次                                    | 野田內閣                                    | 2011年9月2日 - 2012年1月13日                           | 綁架問題擔當、內閣府特命擔當大臣（消費者及食品安全擔當）                                                             |
| 86                                            |                                             | 松原仁                                      | 野田內閣                                    | 2012年1月13日 - 2012年10月1日                          | 綁架問題擔當、內閣府特命擔當大臣（消費者及食品安全擔當）                                                             |
| 87                                            |                                             | 小平忠正                                    | 野田第3次改造内閣                           | 2012年10月1日 - 2012年12月26日                         | 內閣府特命擔當大臣（消費者及食品安全擔當）                                                                           |
| 88                                            |                                             | 古屋圭司                                    | 第2次安倍內閣                               | 2012年12月26日 - 2014年9月3日                          | 綁架問題擔當、國土強韌化擔當、內閣府特命擔當大臣（防災擔當）                                                         |
| 89                                            |                                             | 山谷惠里子                                  | 第2次安倍改造內閣                           | 2014年9月3日 - 2014年12月24日                          | 綁架問題擔當、海洋政策・領土問題擔當、國土強韌化擔當、內閣府特命擔當大臣（防災）                                     |
| 90                                            | 第3次安倍內閣                               | 山谷惠里子                                  | 2014年12月24日 - 2015年10月7日              |                                                        | 綁架問題擔當、海洋政策・領土問題擔當、國土強韌化擔當、內閣府特命擔當大臣（防災）                                     |
| 91                                            |                                             | 河野太郎                                    | 第3次安倍第1次改造內閣                      | 2015年10月7日 - 2016年8月3日                           | 行政改革擔當、國家公務員制度擔當、內閣府特命擔當大臣（消費者及食品安全、規制改革、防災擔當）                         |
| 91                                            |                                             | 松本純                                      | 第3次安倍第2次改造內閣                      | 2016年8月3日 - 2017年8月3日                            | 領土問題擔當、國土強韌化擔當、（消費者及食品安全、海洋政策、防災擔當）                                               |
| 92                                            |                                             | 小此木八郎                                  | 第3次安倍内阁                               | 2017年8月3日 - 2017年11月1日                           | 国土强韧化担当、内阁府特命担当大臣（防灾担当）                                                                       |
| 93                                            | 第4次安倍内阁                               | 小此木八郎                                  | 2017年11月1日 - 2018年10月2日               | 国土强韧化担当、内阁府特命担当大臣（防灾担当）         | |
| 94                                            |                                             | 山本顺三                                    | 第4次安倍内閣                               | 2018年10月2日 - 2019年9月11日                          | 国土强韧化担当、内阁府特命担当大臣（防灾担当）                                                                       |
| 95                                            |                                             | 武田良太                                    | 第4次安倍内閣                               | 2019年9月11日 - 2020年9月16日                          | 行政改革担当、国家公務員制度担当、国土強靭化担当、内閣府特命担当大臣（防災担当）                                     |
| 96                                            |                                             | 小此木八郎                                  | 菅義偉內閣                                  | 2020年9月16日 - 2021年6月25日                          | |
| 97                                            |                                             | 棚橋泰文                                    | 菅義偉內閣                                  | 2021年6月25日 -2021年10月4日                           | |
| 98                                            |                                             | 二之湯智                                    | 第1次岸田内閣                               | 2021年10月4日 - 2021年11月10日                         | |
| 99                                            | 第2次岸田內閣                               | 二之湯智                                    | 2021年11月10日 - 2022年8月10日              |                                                        | |
| 100                                           |                                             | 谷公一                                      | 第2次岸田內閣                               | 2022年8月10日 -2023年9月13日                           | |
| 101                                           |                                             | 松村祥史                                    | 第2次岸田內閣                               | 2023年9月13日 -2024年10月1日                           | |
| 102                                           |                                             | 坂井學                                      | 石破內閣                                    | 2024年10月1日 -                                        | |

## 外部連結
- 國家公安委員會（页面存档备份，存于）